# 68W
68W (вимовляється як sixty-eight whiskey використовуючи фонетичний алфавіт НАТО) — це військово-облікова спеціальність (ВОС) бойового медика армії США. 68W несуть основну відповідальність за надання невідкладної медичної допомоги при пораненні на полі бою, обмежену першу допомогу, захист здоров’я та евакуацію з місця поранення або захворювання. 68W мають ліцензію EMT-B через NREMT і часто виконують роль, подібну до EMT-B або медичного асистента. Однак 68W часто мають сферу практики набагато ширшу, ніж EMT-B та медичні асистенти. Ця спеціальність відкрита для чоловіків і жінок з мінімальними балами 107 GT і 101 ST за шкалою професійних здібностей збройних сил (ASVAB).

## Опис
Відомі під адміністративною назвою «Спеціаліст з бойової медицини» (раніше «Спеціаліст з охорони здоров'я»). Головна роль бойових медиків в армії США полягає в наданні медичного лікування та, у разі необхідності, допомога пораненим під час бойових дій солдатам та їхнім утриманцям. 68Ws служать першим ешелоном допомоги, супроводжуючи підрозділи від малих, таких як взводи, до великих, таких як батальйони, під час навчання та розгортання. 68W надають першу невідкладну медичну допомогу, медичну евакуацію та нагляд за іншими солдатами, які пройшли медичну підготовку (наприклад, тих, хто пройшов підготовку бойових рятувальників), а також надають медичні консультації командуванню підрозділу. Окрім невідкладної медичної допомоги, 68Ws надають парапрофесійну медичну допомогу у військових медичних закладах солдатам, утриманцям військових та уповноваженому цивільному персоналу. У цій якості 68Ws працюють під наглядом і під керівництвом асистентів лікарів і лікарів, працюючи разом з іншими медичними працівниками.
68W спочатку проходять підготовку Національного реєстру екстрених медичних техніків (на рівні EMT-B) з додатковою підготовкою щодо травм і спеціальних методів і процедур армії США. Наразі потрібна підтримка цивільної акредитації, і зазвичай пропонується подальша освіта, включаючи можливість додати додаткову підготовку навичок через військову та цивільну освіту. Наразі тільки армія США вимагає від своїх медиків підтримувати цивільну акредитацію, щоб закінчити навчання та продовжити роботу як 68W. Важко оцінити цивільні еквіваленти, враховуючи широкий спектр навичок і підготовки, які можуть мати 68W, але більшість, без додаткової спеціалізованої підготовки, навчаються або працюють у сферах, що перетинаються з цивільними лікарями швидкої допомоги, медичними асистентами, персоналом з адміністрування пацієнтів, офісними менеджерами, диспетчерами, водіями швидкої допомоги, фармацевтами, флеботомістами, асистентами з догляду за пацієнтами та інше. Старші 68W, які отримали звання унтерофіцерів, зазвичай виконують більше адміністративних обов'язків у лікувальних закладах, одночасно навчаючи та контролюючи молодших 68W.

## Ідентифікатори навичок
Додаткові ідентифікатори навичок (ASI) присуджуються особовому складу, який пройшов додаткову підготовку за певною спеціальністю, і впливають на те, на які посади може бути призначений солдат, який має ідентифікатор навичок. Вони прикріплені до коду MOS 68W. Наприклад, 68W, навчений як Flight Paramedic (бортовий фельдшер), відомий як 68WF2.

### Наразі використовувані ASI
- F2 — бортовий парамедик армії США.
- W1 — 68W, який пройшов курс бойового медика спеціальних операцій.
- Y8 — спеціаліст з алергії та імунології.
- 3P — національно зареєстрований парамедик.